# 陈宝箴

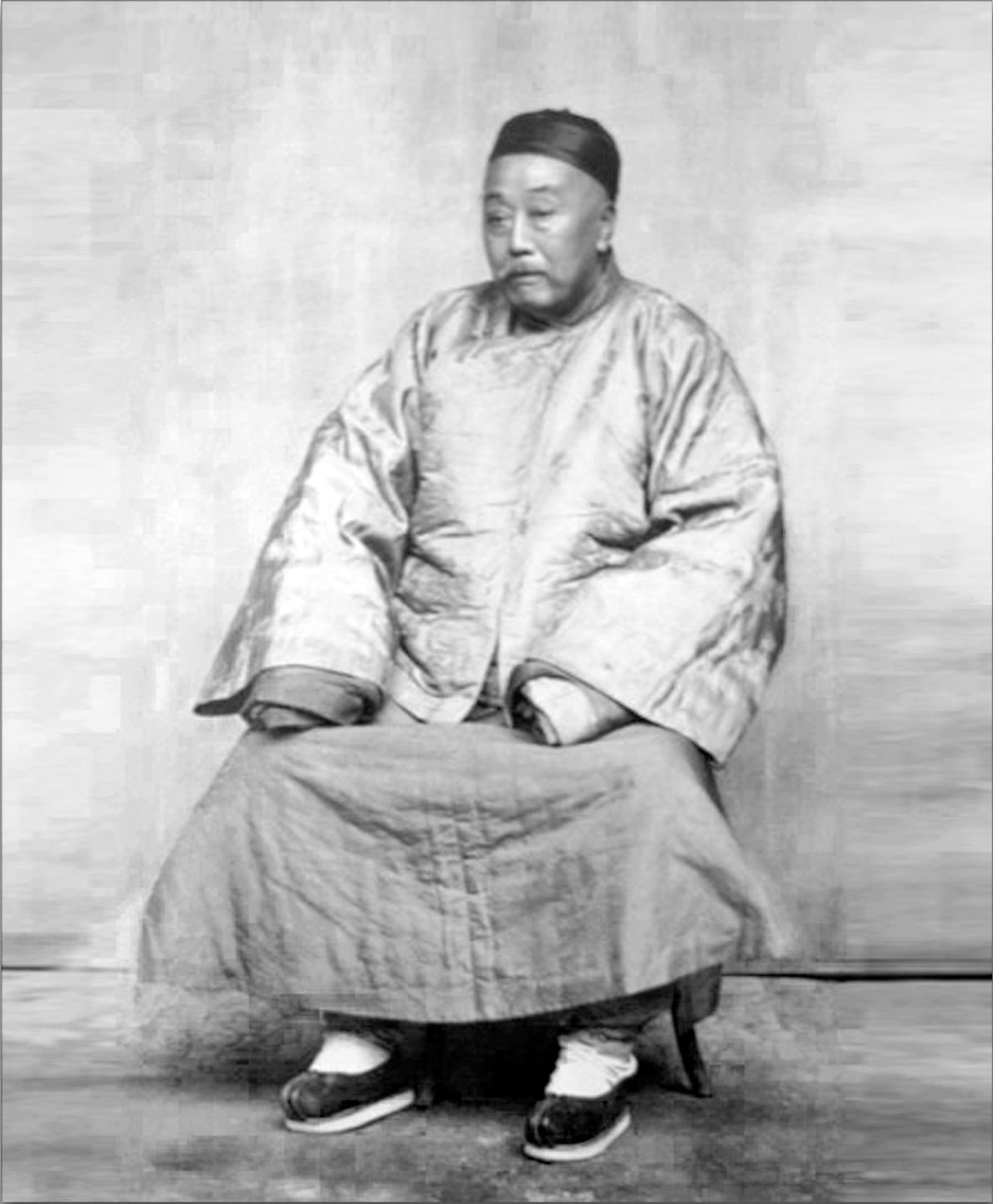

陳寶箴（1831年—1900年7月22日），字右銘，谱名观善，江西南昌義寧人，晚清維新派政治家。

## 生平
陳寶箴生於1831年（道光十一年），系出江州义门陈，先祖北宋嘉佑年间自浔阳迁往福建，六世祖陳騰遠回遷至江西南昌府義寧州定居。騰遠生子陳克繩，克繩生子陳偉琳，號「韶亭先生」，儒學醫道傳家，創辦有「義寧書院」。太平軍事起，組織鄉人防守義寧達數年之久。寶箴為偉琳第三子，性格英毅，21歲（1851年）鄉試中舉人，隨父辦鄉團抵禦太平軍。偉琳過勞猝死，寶箴哀傷欲絕，化悲憤為力量，義寧團練名噪一時。30歲（1860年）進京參加會試落榜，暫留北京1，結交四方雋才雅士，與易佩紳和羅享奎交好，時有「三君子」之稱。

### 太平天國參戰
陳寶箴在京期間，正值第二次鴉片戰爭，英法聯軍進逼北京，咸豐皇帝遠避熱河。寶箴條陳防守六事，協助樞府解決糧運問題。1860年10月18日，聯軍火燒圓明園，寶箴在酒樓飲酒，一見火光，滿腔悲憤不能自己，拍桌慟哭，舉座動容。1861年（咸豐11年）寶箴南歸探望母親，之後投入易佩紳和羅享奎的「果健營」，在來鳳、龍山之間防守太平軍。其時石達開大舉來犯，兩軍相持數月不下，糧食耗盡，寶箴遂往永順募糧，知府張修府見寶箴在風雪中只穿一件單衣，乃命人取來狐裘，寶箴以將士飢寒、不願獨暖為由推卻，張氏感動淚流。援糧開到後，石達開更無法得逞，引兵退去。
1862年慕名前往安慶拜謁時任兩江總督的曾國藩，曾氏奉為上賓，讚謂「海內奇士」，欲延攬入幕府，寶箴以想實際參戰為由，返江西後加入席寶田軍。途經彭澤、鄱陽，眼見一連數縣飢民遍野，賑濟無力，寶箴心下惻然，修書一封上陳江西巡撫沈葆楨，信中寫到「賑濟不能救人，救人不能生活，都是白饒」3，沈葆楨有所感悟，大開糧倉，賑濟之數無法計算。當時沈葆楨因軍餉事與曾國藩、席寶田不和，寶箴居中調解，致使上下一心，通力合作，「卒以殲寇，竟大功」。曾國藩因而有「半杯旨酒待君溫」等句美言相贈，以示看重。1864年（同治3年）湘軍攻陷南京城，太平天國破，幼主洪天貴福出逃，寶箴獻策席寶田，派兵埋伏在廣昌、石城之間，果然擒獲天國幼主與重要人物十餘人。事後席寶田敘功欲保舉寶箴當知府，但是他沒有接受，而回到曾國藩身邊，時常與其詠文論書2，「游詠無虛日」。

### 不得已就末職
1868年（同治七年），曾國藩調任直隸總督，寶箴才「以家貧養親，不得已而就末職」，就任湖南知府。當時貴州有苗亂，已經用兵數年，直到席寶田轉戰貴州始有成效，不久席寶田染病去職，支柱一去，謠言四起，省中官吏縉紳都說苗亂要無法平定了。寶箴新官上任，初來乍到，便請在營務處當差的好友易佩紳向湖南巡撫劉琨勸說，席寶田雖去，然而席軍分統皆百戰之士，無須過分擔憂，以致貽誤戰機。劉琨遂遣寶箴赴黔往治，隔年平定苗亂，並協助善後，功升道員。最初，寶箴想將貴州平定的苗地充公，推行屯田制，以開拓邊地，大興實利，最後因與貴州官吏不合而作罷。幾年後，有人再要請他實施此一主張，寶箴嘆息說，「以前苗亂方定，許多土地空置，所屬無人，是以辦法可行，今天這些土地都已經有人久住，官府再要徵收，勢必不堪其擾，機會一去如何能復得？」4

### 王樹汶案罷官
1875年（光緒元年）署理湖南辰沅永靖兵備道，治鳳凰廳，管理有方，致使當地民氣為之一變。隔年母親去世，寶箴掛冠服喪。1880年（光緒6年）7月再授河北道（屬河南省之河北道，治武陟），期間創辦「致用精舍」，延攬名師通儒，栽培當地人才。1882年（光緒8年）拔擢為浙江按察使，不久因「王樹汶案」遭彈劾罷官。
最初，河南南陽衙門有胥役胡體安，私下實是盜匪首腦，平日作賊的喊抓賊，事發後指使家童王樹汶冒頂入監，秋審死罪，押赴刑場時王樹汶才大聲喊冤，遂還押交由河南巡撫李鶴年及河東河道總督梅啟照共同複審，以盜匪從犯之罪立斬定讞。此案當時獲得朝野諸多關注，故判決一出，輿論嘩然，全案再送刑部審理，最後緝拿胡體安歸案，改判王樹汶杖刑百下、徒刑三年，與案的一批官員則受到懲處。參與過會審的陳寶箴此時已升任按察使，遭侍講學士張佩綸彈劾陳寶箴在京城汲汲營營干預司法「營私干進」，奏請追加處分。寶箴上疏抗辯說：「官職升降本輕如毫毛，沒什麼好爭的。可是現在朝廷鼓勵進言，有官員不思彌補政策缺漏，反而同聲一氣結黨營私顛倒是非，恐怕國家大事會被這些人敗壞」，並指摘「言官挾持」5，右庶子宗室盛昱再彈劾陳寶箴「嘵嘵瀆辯，欲朝廷為之罪言官，洩私忿」、「喋喋不休，有失大臣體統」請再交吏部議處6。朝廷派戶部尚書閻敬銘另啟調查，六月十五日，吏部議處降調。稱病放浪於山水之間三年。
1886年（光緒12年）兩廣總督張之洞出面奏調到廣東， 陳寶箴才決定在緝捕局任職，管理治安。隔年初秋，鄭州黃河大決口，朝廷派禮部尚書李鴻藻視察河工搶修情況，召寶箴前往襄助謀劃，李氏一見，對其大為傾倒。1889年（光緒15年）湖南巡撫王文韶上疏力薦「陳寶箴可大用」，隔年調到湖北， 歷任湖北按察使與布政使， 後以勞苦功高，賞加頭品頂戴。

### 甲午戰爭陛見
1894年（光緒20年）中日之間因朝鮮產生衝突，甲午戰爭一觸即發，清廷為借重寶箴軍事才能，授直隸布政使，召入京城陛見，商討兵略，提出「固畿輔」、「擇軍將」、「嚴津防」、「簡軍實」、「籌急款」等《兵事十六條》。寶箴見光緒帝為戰事宵衣旰食，心力憔悴，奏請皇帝讀康熙帝的《御纂周易折中》，以期在大變之中穩定心智。
1895年（光緒21年）派駐天津監督湘軍糧運，可專摺奏事。寶箴透過兩江總督劉坤一保薦戶部候補員外郎毛慶蕃協辦糧臺事務，掃弊清迂，績效卓著，劉坤一讚嘆：「管理糧運的官員少有比得上的。」7清廷戰敗後，李鴻章與日本簽訂《馬關條約》割地賠款，寶箴痛哭「殆不國矣（無以為國）」，上疏痛心疾首指陳利害得失。李鴻章歸國後，暫留天津，寶箴不願意拜見他，甚至憤而表示「李鴻章一回任直隸，我陳寶箴當天就掛冠求去」8，友人為李氏辯解，寶箴回說：「像李公這等勳舊大臣，明知不可戰，就該當仁不讓上書直諫，用生命、用職位表達事情的嚴重性，爭久了，皇帝總會聽進去。今天卻因為害怕朝中議論畏罪塞責，以中國之大，宗社之重來孤注一擲，大臣怎能只關心自己的進退？」9

### 湖南封疆大吏
甲午戰爭後，陳寶箴受兵部尚書榮祿舉薦，詔授湖南巡撫，官場生涯達到人生的最高點10。寶箴在湖南任官多年，熟知地方民情，功績名聲昭赫鄉里，百姓愛戴縉紳嚮慕，曾對人說：「我想為湖南服務的心，就像以前廉頗想為趙國服務一樣。」11寶箴眼見國勢不振，認為必須掃弊興政，起用人才，國家才能圖存。湖南地處東南上游，自古為偏僻荒涼、潮濕溽熱之地，困難的環境造就了果敢刁蠻的人才與名震天下的湘軍。湖南又土產豐富，煤鐵五金俱備，寶箴尋思士人其氣可用，經營一地作為天下榜樣，立定富強根基，使國家未來面對非常之變而能有所憑恃。因此得知自己可以有機會治理湖南一省，心下竊喜不已，湖南百姓知道陳寶箴要調任巡撫，也都相當高興。
當時湖南正逢大旱，赤地千里，飢民遍野，共有二十多個州縣受災，其中又以瀏陽、醴陵、衡山最為嚴重。情勢緊急，朝廷特許陳寶箴不用入京覲見，直接離津赴任。寶箴遂搭船走海道，火速趕往長沙，離津前發電報請求各省援助，得黃金五六十萬兩，大賑災情慘重的三個州縣。初步勘察後，再頒布嚴禁販米出境令，以確保糧米供應。然而此舉卻引起米商不滿，在岳州洞庭湖畔聚集千餘艘米販舟船要強行出湘，寶箴以米禁為湖南飢民安危之所繫，派遣總兵持符節帶軍隊趕往阻攔，臨行指示當場誅殺為首聚眾滋事者，以鐵腕手段平嘩變、安民心。由於措施得當，救災及時，使得百數十萬人逃脫死亡的命運。
陳寶箴正式上任後，湖南綱紀廢弛，上下相賊，致使庫藏耗竭，百廢待理。寶箴認為當今困局，短期目標必先整肅吏治，開源節流，長期之計則在「變士習，開民智，敕軍政，公官權」。寶箴首先罷免懲辦常德知府文傑、同知銜吳愛亭以及長沙府幕僚任麟等府縣官吏二十餘人，並上疏彈劾為任麟關說的直隸布政使王廉，以及為王廉說情、當初曾力薦自己的直隸總督王文韶，鐵面無私之舉使其在朝中毀譽參半。再設立「課吏局」有系統地培訓全省各級官吏，湖南得以一改往日官員朋比為奸的混亂局面。寶箴既去湖南，昔日諸所營搆便於民者，雖效益已著。可惜人去政息，皆廢毀無一存。

### 戊戌變法
陳寶箴「慨然以湖南開化為己任」（《譚嗣同傳》，梁啟超），十分支持戊戌變法，令湖南成為了變法的重要場地。當時曾在湖南參與變法活動的人有黃遵憲、江標、徐仁铸、歐陽中鵠、熊希齡、梁啟超、唐才常、譚嗣同、皮錫瑞及其子陳三立等。陳寶箴的行動引起湖南守舊黨不滿，守舊黨彈劾他，幸得楊深秀為他剖辨；楊深秀更奉旨獎勵陳寶箴，而嚴責舊黨，令在湖南的議論稍為平息，陳寶箴的阻礙減少。（《楊深秀傳》，梁啟超）
陳寶箴積極參與維新。他曾命湖南各州縣訂購《湘學報》。光緒23年，又贊助長沙的時務學堂。光緒24年二月初一，親臨講演於南學會。但是到了8月初，陈宝箴在压力下奏请朝廷烧毁康有为的有煽动性的《孔子改制考》一书的木板，并禁止再版。
1898年，戊戌政變，因推薦劉光第、楊銳，以「招引奸邪」之罪革職。移居於南昌西山缑岭之崝廬。1900年去世，時年七十。另说被慈禧太后密旨赐自尽，自缢而死。

## 家族
- 子：陳三立（清末著名詩人）、陈三畏。
- 女：长适湖南东安候选郎中席寳田之子，袭骑都尉世职庠生席曜衡，次殇。
- 孙：陈衡恪、陈隆恪、陈方恪、陈登恪、陈寅恪（知名歷史學家）。

## 延伸閱讀
[在维基数据编辑]
 《清史稿/卷464》，出自趙爾巽《清史稿》
 在维基共享资源阅览影像
- 名臣陳寶箴西山留迷障 （页面存档备份，存于）
- 剑桥中国晚清史：湖南的维新运动 （页面存档备份，存于）

### 引用
1. 1 2 3 4 5 6 7 8 9  陳三立：〈皇授光祿大夫頭品頂戴賞戴花翎原任兵部侍郎都察院右副都御史湖南巡撫先府君行狀〉，載《散原精舍文集》卷五
2. ↑  俞大維：〈談陳寅恪先生〉，載《談陳寅恪》，台北：傳記文學，1970年9月初版
3. ↑  陳寅恪：〈寒柳堂記夢未定稿〉，載《寒柳堂集》，上海古籍出版社，1980年6月版
4. 1 2  蔣天樞：《陳寅恪先生編年事輯（增訂本）》，〈卷上：前記〉，上海古籍出版社，1997年6月初版
5. ↑  錢偉強、倦葊：〈朱孝臧早年行跡考 （页面存档备份，存于）〉
6. ↑  張建偉：〈光緒初年的王樹汶案[永久]〉
7. ↑  黃河鳴：〈凶終隙末的張王兩家與清末政局 的存檔，存档日期2016-03-13.〉
8. 1 2  劉夢溪：〈陳寅恪的家學淵源與晚清勝流 （页面存档备份，存于）〉
9. ↑  《清史稿》卷四六四‧列傳二五一〈陳寶箴〉
10. ↑  葉紹榮：《陳寅恪家世》，第107-108頁，北京：中國文史出版社，2009年1月初版
11. ↑  刘梦溪. . 中国文化. 2001, (Z1): 29–44. ISSN 1003-0190. CNKI ZGWH2001Z1002.
12. ↑  刘梦溪：《陈宝箴死因之谜：慈禧太后秘密赐死 （页面存档备份，存于）》，网易历史
13. ↑  《清史稿》卷四四四‧列傳二三一〈宗室盛昱〉
14. ↑  陳三立：〈清故護理陝甘總督甘肅布政使毛公墓誌銘〉，載《散原精舍文集》卷十六
15. ↑  葉紹榮：《陳寅恪家世》，第103頁，北京：中國文史出版社，2009年1月初版